# 保羅·羅拔圖·達·施華·薩特朗
保羅·羅拔圖·達·施華·薩特朗（葡萄牙語：Paulo Roberto da Silva Zaltron，1980年7月6日—），生于南里奧格蘭德州，現效力梅斯科尔曼足球俱乐部。

## 球會生涯
2007年，他轉到伊朗超聯升班馬科爾曼，第一個賽季已在正選陣容佔一席位，但在第二個賽季，他已被同鄉搶去位置，但仍取得了數個入球。

## 連結
- Avaí contrata Zaltron, ex-Chapecoense, e Dudu[永久]